# Piezauchenia aphrophoroides
Piezauchenia aphrophoroides är en insektsart som beskrevs av Maximilian Spinola 1852. Piezauchenia aphrophoroides ingår i släktet Piezauchenia och familjen dvärgstritar. Inga underarter finns listade i Catalogue of Life.